# LG G7 ThinQ
LG G7 ThinQ是由LG電子製造的一款Android智慧型手機，為LG G6的後續機種，於2018年中发售。並且採用了19.5:9比例的6.1吋螢幕。同期最大的競爭對手為三星Galaxy S9/S9+、Sony Xperia XZ2/XZ2 Premium、HTC U12+。

## 技術規格
- 後置攝像頭：雙1600萬畫素，都採用IMX351。主鏡頭光圈f/1.6、光學防手震、雷射和相位對焦；副鏡頭光圈f/1.9、雷射和相位對焦。
- 前置攝像頭：800萬像素f/1.9。
- 內存：4/6GB RAM
- 存儲：64/128GB
- 電池：3000 mAh
- 尺寸：6.1寸
- 處理器：高通驍龍845
- 操作系統：Android 8.0 Oreo
- 重量：162克
- 螢幕：2K 3120*1440 IPS LCD HDR螢幕 564ppi